# Кулуа, Мамантий Михайлович
Мамантий Михайлович Кулуа (1912 год, село Пирвели-Гурипули, Зугдидский уезд, Кутаисская губерния, Российская империя — дата смерти неизвестна, село Пирвели-Гурипули, Зугдидский район, Грузинская ССР) — бригадир колхоза имени Чарквиани Хобского района Грузинской ССР. В 1949 году получил звание Героя Социалистического Труда, которого был лишён в 1952 году.

## Биография
Родился в 1912 году крестьянской семье в селе Пирвели-Гурипули Зугдидского уезда (сегодня — Зугдидский муниципалитет). Окончил местную сельскую школу. Трудился в сельском хозяйстве. С начала 1940-х годов возглавлял бригаду в колхозе имени Чарквиани Хобского района. За выдающиеся трудовые достижения в годы Четвёртой пятилетки (1946—1950) был награждён медаль «За трудовую доблесть» и по итогам 1947 года — орденом Трудового Красного Знамени.
В 1948 году бригада под руководством Мамантия Кулуа собрала в среднем с каждого гектара по 89,3 центнера кукурузы на участке площадью 31 гектар. Указом Президиума Верховного Совета СССР от 3 мая 1949 года удостоен звания Героя Социалистического Труда «за получение высоких урожаев кукурузы и табака в 1948 году» с вручением ордена Ленина и золотой медали «Серп и Молот».
Этим же Указом званием Героя Социалистического Труда были награждены председатель колхоза Михаил Владимирович Татаришвили и Григорий Сидоевич Чантуриа (оба лишены звания Героя Социалистического Труда в 1952 году).
Постановлением Президиума Верховного Совета ССР № 18 от 5 марта 1952 года ранее принятое решение о присвоении звания Героя Социалистического Труда в его отношении было отменено в связи с необоснованными причинами представления к награждению. Также был лишён ордена Трудового Красного Знамени. Это же Постановление Президиума Верховного Совета СССР также отменило решение о присвоении звания Героя Социалистического Труда партийному и хозяйственному руководству Хобского района и нескольким труженикам различных колхозов этого же района.
Проживал в селе Пирвели-Гурипули Зугдидского района. Дальнейшая судьба неизвестна.
Награды
- Медаль «За трудовую доблесть»
- Медаль «За оборону Кавказа» (01.05.1944)